# Tropidophora articulata
Tropidophora articulata е вид коремоного от семейство Pomatiidae. Видът е застрашен от изчезване.

## Разпространение
Разпространен е в Мавриций.